# ليبان عبد الله
ليبان عبد الله (من مواليد 11 مايو 1999) هو لاعب كرة قدم غاني يلعب كلاعب خط وسط للنادي الإسباني «Getafe CF B»، على سبيل الإعارة من«Extremadura UD».